# Zeche Rastadt
Die Zeche Rastadt war ein Bergwerk im Wittener Ortsteil Vormholz. Über das Bergwerk wird nur wenig berichtet. Das Bergwerk gehörte zum Märkischen Bergamtsbezirk und dort zum Geschworenenrevier Schlebusch.

## Bergwerksgeschichte
Am 23. Mai des Jahres 1844 wurde ein Längenfeld verliehen. In dem Längenfeld wurde ein Flöz mit einer Mächtigkeit von 48 Zoll angefahren, die Kohlenhöhe betrug 40 Lachter. Das Flöz hatte einen zehn Zoll mächtigen Bergepacken, somit war die Steinkohle dieses Flözes 38 Zoll mächtig. Im Jahr 1855 war das Bergwerk nachweislich in Betrieb. Das Bergwerk wurde zu diesem Zeitpunkt durch den St.-Johannes-Erbstollen gelöst, war allerdings noch nicht in Förderung. Im Jahr 1858 war das Bergwerk zunächst noch in Betrieb. Ab dem 2. Quartal desselben Jahres wurde die Zeche Rastadt in Fristen gelegt. Ob das Bergwerk wieder in Betrieb genommen wurde und wann es stillgelegt wurde, ist aus den Unterlagen nicht ersichtlich.